# Laboe
Laboe (dansk og norsk: Labø, islandsk og svensk: Labö) er en by og kommune i det nordlige Tyskland, beliggende i Amt Probstei i den nordlige del af Kreis Plön. Kreis Plön ligger i den østlige/centrale del af delstaten Slesvig-Holsten.

## Geografi
Laboe er beliggende ca. 19 km nord for delstatshovedstaden Kiel og ligger ved ved østbredden af den yderste ende af Kielerfjorden, én af de tættesbesejlede vandveje i verden. Laboe ligger ved vestenden af det skov- og sørige landskab Probstei og hører historisk til Holsten.

### Nabokommuner
Laboe grænser til Brodersdorf, Stein, Lutterbek, Wendtorf og Heikendorf. Nærområdet til Laboe omfatter omkring 10.000 indbyggere[kilde mangler].